# جون سيرز (مهندس)
جون سيرز (بالإنجليزية: John Sears)‏ هو مهندس أمريكي، ولد في 9 مايو 1936، وتوفي في 1 نوفمبر 1999.